# Luc Lallemand
Pour les articles homonymes, voir Lallemand.
Luc Lallemand, né en 1966, est un chef d'entreprise belge. Il est président-directeur général de SNCF Réseau entre le 1er mars 2020 et fin septembre 2022,.

## Biographie
Arrière-petit-fils de cheminot. Luc Lallemand termine ses études d'Officier au long cours en 1987 à l’École supérieure de navigation d'Anvers, puis décroche le diplôme d'ingénieur commercial en 1990, à la Haute École Francisco Ferrer, à Bruxelles. Il obtient un diplôme du 3e cycle à l'Institut de Finance internationale et de Cambisme (IFCA) en 1994.[réf. nécessaire]
Luc Lallemand commence sa carrière chez Ahlers Shipping en 1988, comme officier de la marine marchande. Quelques mois plus tard, en 1989, il entre au groupe Rossel & Cie en tant que comptable. Il travaillera également chez DHL. En 1991, devient conseiller financier au sein du département Finances de la SNCB unitaire.
À partir de 1995, il occupe divers postes au sein de cabinets ministériels dirigés par des élus socialistes. De 1995 à 1999, il est conseiller budgétaire puis chef de cabinet du ministre des Transports Michel Daerden ; en 1999, il devient chef de cabinet adjoint de la vice-Première ministre Laurette Onkelinx, où il est chargé des finances publiques, des entreprises publiques et des transports.

## Les chemins de fer
En 2002, Luc Lallemand devient directeur général des Finances de la SNCB et de membre du Comité de direction. En 2005, lors de la scission de la SNCB en 3 entreprises, il devient administrateur délégué et président du comité de direction de l'entreprise gestionnaire de l'infrastructure ferroviaire, Infrabel.
En 2013, son mandat à la tête d’Infrabel est renouvelé.
Le 29 janvier 2020, il est nommé président-directeur général de SNCF Réseau pour un mandat de 4 ans.
En septembre 2022, il est pourtant débarqué à deux ans de la fin de son mandat pour des « divergences avec l'Etat et avec les élus » selon les éléments évoqués en amont de la convocation du conseil d'administration exceptionnel qui se tient pour acter cette décision. Le gouvernement, qui remercie Luc Lallemand, indique dans un communiqué vouloir « donner un nouvel élan à la gouvernance ».

### Activité à la tête des chemins de fer belges
Selon les mots du ministre belge François Bellot, Luc Lallemand a « transformé une compagnie vieillotte façon années 1960 en une entreprise digitale, tournée presque à l'extrême vers l'innovation. Et moins endettée. » En effet, sous sa houlette, le réseau belge a réalisé 20 % de gain de productivité entre 2014 et 2019. Il a aussi supprimé un certain nombre d'emplois, faisant passer le nombre de cabines de contrôle des aiguillages de 365 à 9.

## Autres mandats
Luc Lallemand est également administrateur de bpost, président du Conseil d’administration de Vinçotte jusque mai 2020, administrateur de RATP Dev. Il est président du Conseil d'administration de TUC RAIL et vice-président des EIM (European Rail Infrastructure Managers (en)).